# بطولة ويمبلدون 1993
هنا قائمة ببطولات ويمبلدون سنة 1993:

## الكبار

### فردي رجال
بيت سامبراس هزم  جيم كورير 7-6(7-3) 7-6(8-6) 3-6 6-3

### فردي سيدات
ستيفي جراف هزم  يانا نوفوتنا 7-6(8-6) 1-6 6-4

### زوجي رجال
تود وودبرديج و مارك وودفورد هزم  غرانت كونيل و باتريك غالبيرث 7-5 6-3 7-6(7-4)
السحب

### زوجي سيدات
غيغي فيرنانديز و ناتاشا زفيريفا هزم  لاريسا نايلاند و يانا نوفوتنا 6-4 6-7(4-7) 6-4
السحب

### زوجي مختلط
مارك وودفورد و مارتينا نافراتيلوفا هزم  توم نيسن و مانون بوليغراف 6-3 6-4

## الشباب

### فردي أولاد
رضوان ساباو هزم  جيمي سزمينيسكي 6-1 6-3

### فردي بنات
نانسي فيبر هزم  ريتا غراند 7-6(7-3) 1-6 6-2

### زوجي أولاد
ستيفن دونز و جيمس جرينهالغ هزم  نيفيل غودوين و غاريث ويليامز 6-7(6-8) 7-6(7-4) 7-5

### زوجي بنات
لورانس كورتويس و نانسي فيبر هزم  Hiroko Mochizuki و يوكو يوشيدا 6-3 6-4